# Mahmut Hanefi Erdoğdu
Mahmut Hanefi Erdoğdu (Karasu (Turkije), 1 juni 1983) is een Turkse voetballer die bij voorkeur als linksback speelt. 

## Biografie
De in Karasu (een district van de provincie Sakarya) geboren verdediger begon zijn professionele carrière bij Sakaryaspor. Tijdens zijn periode bij Sakaryaspor werd hij twee seizoenen verhuurd aan Ayvalıkgücü en Mudurnuspor. In de zomer van 2003 tekende Erdoğdu een contract bij Fenerbahçe. Zijn eerste officiële wedstrijd voor Fenerbahçe was op 15 augustus 2003, uit in Trabzon tegen Trabzonspor. Hij kwam verder niet vaak aan spelen toe bij Fenerbahçe en in 2006 werd hij voor één seizoen verhuurd aan Gaziantepspor. Hierna vertrok Erdoğdu naar Orduspor.
Erdoğdu kwam 27 keer uit voor Jong Turkije.

## Carrière
| Seizoen | Land    | Club            | Competitie | Wedstrijden | Goals |
| ------- | ------- | --------------- | ---------- | ----------- | ----- |
| 1999/00 | Turkije | Sakaryaspor     | TFF 1. Lig | 1           | 0     |
| 1999/00 | Turkije | → Ayvalıkgücü   | TFF 3. Lig | 21          | 0     |
| 2000/01 | Turkije | → Mudurnuspor   | TFF 3. Lig | 6           | 0     |
| 2001/02 | Turkije | Sakaryaspor     | TFF 1. Lig | 32          | 1     |
| 2002/03 | Turkije | Sakaryaspo]     | TFF 1. Lig | 31          | 1     |
| 2003/04 | Turkije | Fenerbahçe      | Süper Lig  | 12          | 0     |
| 2004/05 | Turkije | Fenerbahçe      | Süper Lig  | 5           | 0     |
| 2005/06 | Turkije | Fenerbahçe      | Süper Lig  | 2           | 0     |
| 2006/07 | Turkije | → Gaziantepspor | Süper Lig  | 16          | 0     |
| 2007/08 | Turkije | Orduspor        | TFF 1. Lig | -           | -     |
| 2007/08 | Turkije | Sivasspor       | Süper Lig  | -           | -     |
| 2008/09 | Turkije | Diyarbakırspor  | TFF 1. Lig | -           | -     |
| 2009/10 | Turkije | Diyarbakırspor  | TFF 1. Lig | -           | -     |
| 2010/11 | Turkije | Sakaryaspor     | 2. Lig     | -           | -     |
|         |         |                 | Totaal     | ...         | ...   |

## Trivia
Erdoğdu wordt door zijn teamgenoten vaak Carlos genoemd, omdat zijn positie op het veld, speelstijl en kale hoofd (hen) doen denken aan de Braziliaanse international Roberto Carlos.